# Louisiana Red
Iverson Minter, conocido como Louisiana Red (Bessemer, Estados Unidos; 23 de marzo de 1932 - Hannover, Alemania; 25 de febrero de 2012) fue un guitarrista y cantante de blues estadounidense, famoso por su canción Sweet Blood Call. 
Minter tuvo una infancia dura, perdió a sus padres siendo muy joven, su madre murió de neumonía y su padre fue linchado por miembros del Ku Klux Klan cuando él contaba con cinco años. Después de estas pérdidas, viajó de una familia de parientes a otra, que se encargaron de su cuidado.
En 1949 se unió al ejército de los Estados Unidos y hacia finales de 1950, al salir del ejército, estuvo tocando dos años con John Lee Hooker en Detroit.
Su primer álbum, Lowdown Back Porch Blues, fue grabado en Nueva York con Tommy Tucker y publicado en 1963, con el segundo álbum Seventh Son. Durante las décadas de 1960 y 1970 estuvo con una agenda llena, entre grabaciones y presentaciones con diferentes grupos y sellos disqueros.
También hizo algunas apariciones en las películas Rockpalast (1976), Comeback (1982), Ballhaus Barmbek (1988), Red y Blues (2005) y Reunión Familiar (2008).
En 1994 hizo una fusión de blues y música urbana griega que recopiló en el álbum Blues Meets Rembetika y, en 2011, realizó Memphis Mojo, que fue recibido con gran aceptación del público.

## Discografía

### Álbumes
- Lowdown Back Porch Blues (1963) (Roulette)
- Seventh Son (1963) (Carnival)
- Shouts the Blues (1970) (Forum Circle)
- Louisiana Red Sings The Blues (1972) (Atlantic)
- Sweet Blood Call (1975) (Blue Labor)
- Dead Stray Dog (1976) (Blue Labor)
- New York Blues (1979) (L+R)
- Reality Blues (1980) (L+R)
- High Voltage Blues (1980) (Black Panther) feat. Sugar Blue
- Midnight Rambler (1982) (Tomato/Rhino)
- Blues for Ida B (1982) (JSP)
- Boy from Black Bayou (1983) (L+R)
- Blues From The Heart (1983) (JSP)
- Anti Nuclear Blues (1983) (L+R)
- Bluesman (1984) (JSP)
- Back to the Road Again (1984) (MMG)
- My Life (1984) (L+R) feat. Carey Bell
- World on Fire (1985) (MMG)
- Brothers in Blues (1985) (CMA)
- Back to the Roots (1987) (CMA)
- Last Mohican of the Blues (1992) (Polton)
- Ashland Avenue Blues (1992) (Schubert)
- Always Played The Blues (1994) (JSP)
- Louisiana Red (1994) (Forum)
- Blues Meets Rembetika (1994) (Distazi)
- Sittin' Here Wonderin' (1995) (Earwig Music)
- Sugar Hips (1995) (CMA)
- Rising Sun Collection (1996) (JAMR)
- I Hear the Train Coming (1997) (Chrisly)
- Over my Head (1997) (Chrisly)
- Walked All Night Long (1997) (Blues Alliance)
- Rip off Blues (1998) (Chrisly)
- Winter & Summer Sessions (1998) (Blues Factory)
- Millennium Blues (1999) (Earwig Music)
- Sings Deep Blues (2001) (P-Vine)
- Driftin' (2001) (Earwig Music)
- A Different Shade of Red (2002) (Severn)
- No Turn On Red (2005) (Hightone)
- Hot Sauce (2005) (Red Lightnin')
- Back to the Black Bayou (2008) (Bluestown) with Kim Wilson and Little Victor
- You Got to Move (2009) (Blu Max/Vizztone) with David Maxwell
- Memphis Mojo (2011) Ruf Records

### Álbumes en vivo
- Live & Well (1976) (Ornament)
- King Bee (1978) (Orchid) feat. Sugar Blue
- Red, Funk and Blue (1978) (Black Panther Rec.) feat. Sugar Blue
- Live in Montreux (2000) (Labor)
- Live at 55 (1994) (Enja) feat.Carey Bell
- Bad Case of the Blues (2004) (Mojo Tone) feat. Carey Bell
- Live at Painted Sky (2008) (Paul Prod.)

### Álbumes compilatorios
- Anthologie du Blues Vol. 11 (Roulette Rec.)
- Blues Classics (1983) (L+R)
- Pretty Woman (1991) (Blues Beacon)
- The Best of Louisiana Red (1995) (Evidence Rec.)
- The Blues Spectrum of Louisiana Red (1998) (JSP) feat. Sugar Blue

### Como artista invitado
- Kent Cooper – The Blues and other Songs
- Eric Burdon – Comeback
- John Lee Hooker – Down Child
- Sunnyland Slim – Decoration Day
- Carey Bell – Brought up the Hard Way
- Roosevelt Sykes – Boogie & Blues
- Roosevelt Sykes – Music is my Business
- Albert King – Live
- Albert King – Blues Guitar Killers with Johnny Winter and Rory Gallagher
- Champion Jack Dupree – After All
- Brownie McGhee- Rainy Day
- Johnny Shines- Too Wet to Plow
- Bob Corritore- Harmonica Blues

### Con varios artistas
- The Paul Jones Rhythm & Blues Show – The American Guests (JSP CD210)
- The Paul Jones Rhythm & Blues Show – The American Guests – Vol.3 (JSP CD235)
- Chicago Blues Vol.2
- Earwig 16. Ann. Sampler (Earwig Music 1995)
- Earwig 20. Ann. Sampler  (Earwig Music 2000)
- Am. Folk Blues Festival (L+R 1980 & 1983)
- The 1. Blues Sampler (L+R 1980)
- Blues Legends-Blues Giants (1993 Castle Communications)
- Live at Boston Blues Festival Vol:2 (Blues Trust 2007)
- Family Meeting by Wentus Blues Band (Ruf 2008) with Mick Taylor, Lazy Lester
- Blues Wire Birthday Tour (August 2007 – Greece)
- Houserockin' And Blues Shoutin – Rhythm Room 15 Year Anniversary Album"" (Blue Witch Records 2006)

## Premios
- 1983: W C Handy Award por el Mejor Artista de Blues Tradicionales
- 2009: Grand Prix du Disque (Blues) por Back to the Black Bayou
- 2009: German Record Critics Award (2.Quarter) Best New Release (Blues)
- 2009: Bluesnews Poll (por Back to the Black Bayou)
- 2010: Blues Music Award (Acoustic Artist of the Year)
- 2010: Blues Music Award (Acoustic Album of the Year) por You Got To Move